# پایگاه هوایی محافظت ملی دی موینس
پایگاه هوایی محافظت ملی دی موینس (به انگلیسی: Des Moines Air National Guard Base) یک فرودگاه است . این فرودگاه در شهر دی موین، آیووا کشور ایالات متحده آمریکا قرار دارد .